# Falsas Esperanzas
"Falsas Esperanzas" (tiếng Anh: "False Hopes", tiếng Việt: "Hy vọng sai lầm") là đĩa đơn thứ hai trích từ album tiếng Tây Ban Nha Mi Reflejo của Christina Aguilera. Phát hành vào năm 2001, đĩa đơn không lọt vào bảng xếp hạng Billboard Hot 100.

## Danh sách bài hát
Đĩa đơn
- 1. Falsas Esperanzas [Album Version]
- 2. Falsas Esperanzas [Dance Radio Mix]
- 3. Falsas Esperanzas [Spanish Dance Club Mix]
- 4. Falsas Esperanzas [Tropical Mix]
- 5. Falsas Esperanzas [Strictly For Deejays Mix]